# 斯特賴德峰
斯特賴德峰（英語：Stride Peak），是南極洲的山峰，位於葛拉漢地西岸的法利埃海岸，海拔高度675米，由英國南極名稱諮詢委員會命名，現時由南極條約體系管理。